# 孟宪承
孟宪承（1894年9月21日—1967年7月19日），又名宪臣，字伯洪、伯和，男，江苏武进人，中国教育家，华东师范大学首任校长。

## 生平
孟宪承早年先后就读于常州府小学堂、上海南洋公学预科、圣约翰大学。1916年受聘于北京清华学校（清华大学前身）。1918年考取公费留学美国，在乔治华盛顿大学攻读教育学。1920年又赴英国伦敦大学教育研究所深造。1921年回国后，先后任教于国立东南大学、圣约翰大学、光华大学、国立中央大学、国立浙江大学等校。1942年國民政府公布的全國首批29位部聘教授名單中，孟憲承是教育學科唯一的一位教授。
中华人民共和国成立后于1951年被调往上海，任华东军政委员会教育部部长，兼任华东师范大学校长，1952年起专任华东师大校长，1967年逝世。
他还是第一至三届全国人大代表，上海市第三、四届政协副主席。晚年致力于中国古代教育史的研究，培养中国教育史研究生。主编过《中国古代教育史资料》、《中国古代教育文选》。